# Siergiej Juran
Siergiej Nikołajewicz Juran, ros. Сергей Николаевич Юран, ukr. Сергій Миколайович Юран, Serhij Mykołajowicz Juran (ur. 11 czerwca 1969 w Ługańsku, Ukraińska SRR) – rosyjski piłkarz pochodzenia ukraińskiego, grający na pozycji napastnika. Ma obywatelstwo rosyjskie i portugalskie.

## Kariera piłkarska

### Kariera klubowa
Wychowanek internatu sportowego w Ługańsku, skąd w 1985 trafił do młodzieżowej drużyny Zorii Woroszyłowgrad, występującej we Wtoroj lidze ZSRR. W 1986 klub zdobył awans do Pierwoj Ligi, a utalentowanym napastnikiem zainteresowało się wiele klubów. Na propozycję Dynama Kijów poprosił o jeszcze rok występów w Zorii. Po zakończeniu sezonu 1987 przyjechał jak umawiał się do Kijowa. W pierwszym sezonie strzelił 10 bramek w drużynie rezerwowej Dynama. W wejściu do podstawowej jedenastki przeszkodziła niebezpieczna kontuzja nogi. Przez swój ciężki charakter nie raz był karany. W ramach kary Walery Łobanowski odesłał go do jednostki wojskowej, w której przez 2 miesiące obierał ziemniaki. Od 1990 był podstawowym piłkarzem Dynama i zdobył z nim w tymże roku Mistrzostwo ZSRR oraz puchar ZSRR. W 1991 Sven-Göran Eriksson zaprosił go do Benfiki Lizbona. W pierwszym meczu w składzie Benfiki strzelił 4 bramki i został idolem portugalskich fanów. W 1993 zdobył puchar Portugalii, a 1994 Mistrzostwo Portugalii. Kiedy odszedł z Benfiki Sven-Göran Eriksson Juran też przeszedł do rywala FC Porto, kierowanego przez Bobby Robsona. Z Porto został Mistrzem Portugalii w 1995. Po zakończeniu sezonu zdecydował przyjąć propozycję Olega Romancewa i przeszedł do Spartaka Moskwa. Jednak przez konflikt z trenerami i nową miłość mieszkającą w Anglii w 1996 wyjechał do Londynu, gdzie występował w Millwall. Częste imprezy i dyskoteki doprowadziły do spadku sportowej formy, przez co został przez pewien czas bez klubu. Dopiero niemiecki klub Fortuna Düsseldorf wypożyczył go na rok. W Niemczech został zauważony przez trenera Klausa Toppmöllera i podpisał 4-letni kontrakt z VfL Bochum. Ale częste afery i wyjazdy do Rosji zmusiło kierownictwo zerwać umowę. Dlatego w 1999 powrócił do Spartaka Moskwa. Jednak 30-letni piłkarz był zbyt wolny dla Spartaka i latem został zwolniony z klubu. Dopiero zimą sprzedany do Sturmu Graz. W jednym z meczów złamał kość policzkową i przez 8 miesięcy się leczył. Już nie mógł grać na poprzednim wysokim poziomie i w 2001 postanowił zakończyć karierę piłkarską.

### Kariera reprezentacyjna
W latach 1990–1991 występował w reprezentacji ZSRR. Po rozpadzie ZSRR wybrał reprezentacje WNP, aby uczestniczyć w finałowym turnieju Mistrzostw Europy w 1992. W latach 1992–1999 reprezentant Rosji, w której zaliczył 25 występów, strzelił 5 bramek.

## Kariera trenerska
Po zakończeniu kariery piłkarskiej w 2004 pracował na stanowisku trenera Dinamo Stawropol. W 2006 trenował najpierw Ditton Daugavpils, a następnie FC TVMK Tallinn. W latach 2007–2008 prowadził Szynnik Jarosławl. Od lata 2008 do końca sezonu ratował FK Chimki przed spadkiem z Premier Ligi. Od marca 2009 pracował na stanowisku głównego trenera Łokomotiwu Astana. W lipcu 2011 podpisał kontrakt z azerskim Simurq Zaqatala, w którym pracował do lutego 2012. W maju 2012 objął stanowisko głównego trenera Sibiru Nowosybirsk.